# 大泷六线鱼
大泷六线鱼（学名：Hexagrammos otakii）为輻鰭魚綱鮋形目六線魚亞目六线鱼科六线鱼属的鱼类。分布于朝鲜半岛、日本以及中国东海、黄海、渤海等海域，属于近海底层杂鱼，體長57公分，棲息在沿岸岩石底質海域，繁殖期在10至12月，雄魚會保護卵，可做為食用魚、養殖魚及遊釣魚。该物种的模式产地在东京、青森、長崎、函館。